# Château Malescot Saint-Exupéry
Koordinaten: 45° 2′ 26,7″ N, 0° 40′ 33,8″ W

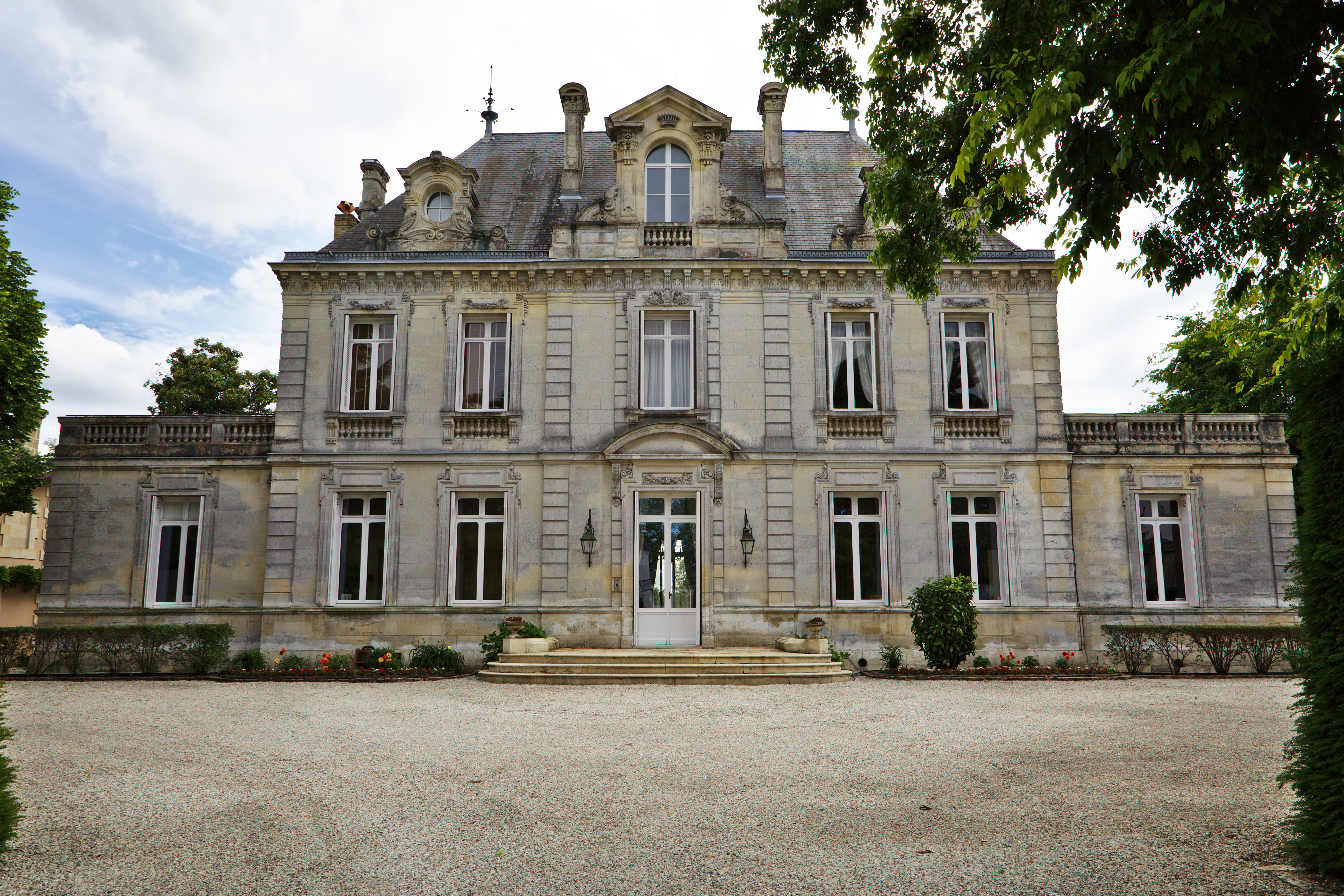
Château Malescot Saint-Exupéry

Château Malescot Saint-Exupéry ist ein französisches Weingut in der Appellation Margaux, auf der Halbinsel Médoc. Das 23,5 Hektar große Gut erhielt 1855 im Rahmen der Bordeaux-Klassifizierung den Rang eines Troisième Grand Cru.
Die Rebflächen sind zu 50 % mit der Rebsorte Cabernet Sauvignon, 35 % Merlot, 10 % Cabernet Franc und 5 % Petit Verdot bestockt. Nach der Vergärung in temperaturgeregelten Edelstahltanks reift der Wein mindestens 12 Monate in Barriques. Jährlich werden ca. 110.000 Flaschen vermarktet.

## Geschichte
Die ersten Rebflächen wurden im 16. Jahrhundert durch die Familie Escoussé angelegt; die einzelnen Parzellen trugen die Namen La Dame, Curton, Lalongua, Puch-Sam-Peyre, Ourmatan, Lacoste. Am 1. August 1697 verkaufte Louise Escoussé den Familienbesitz an Simon Malescot. Dessen Familie führte das Weingut in eine erste Blüte. Als am 5. Februar 1827 Jean-Baptiste de Saint-Exupéry (der Urgroßvater des Schriftstellers Antoine de Saint-Exupéry) das Gut kaufte und dem Gut noch die Parzelle Loyac hinzufügte, gehörte das Château zu den besten Weinproduzenten im Bordelais.
Der Nachfolgebesitzer M. Fourcade ließ das heute bekannte Anwesen sowie den Weinkeller anlegen. Nach zahlreichen Übernahmen – zwischen 1880 und 1955 hatte das Weingut insgesamt fünf Besitzer, die durch Reblauskatastrophe, Mehltau und Kriege entmutigt aufgaben – gelangte es in Besitz der englischen Familie W. H. Chaplin. Diese verkaufte es gemeinsam mit dem Château Marquis d’Alesme-Becker im Jahre 1955 an die Familie Zuger. Vom Château Malescot Saint-Exupéry waren nur noch sieben Hektar Rebfläche übrig geblieben und das Anwesen in sehr schlechtem Zustand. Die beiden Güter wurden bis zum Jahre 1979 gemeinsam betrieben und wieder zu alter Qualität geführt.
Château Malescot Saint-Exupéry wird derzeit von Roger Zuger geleitet, Château Marquis d’Alesme-Becker von Jean-Claude Zuger.